# Moschee Gazi Khassim

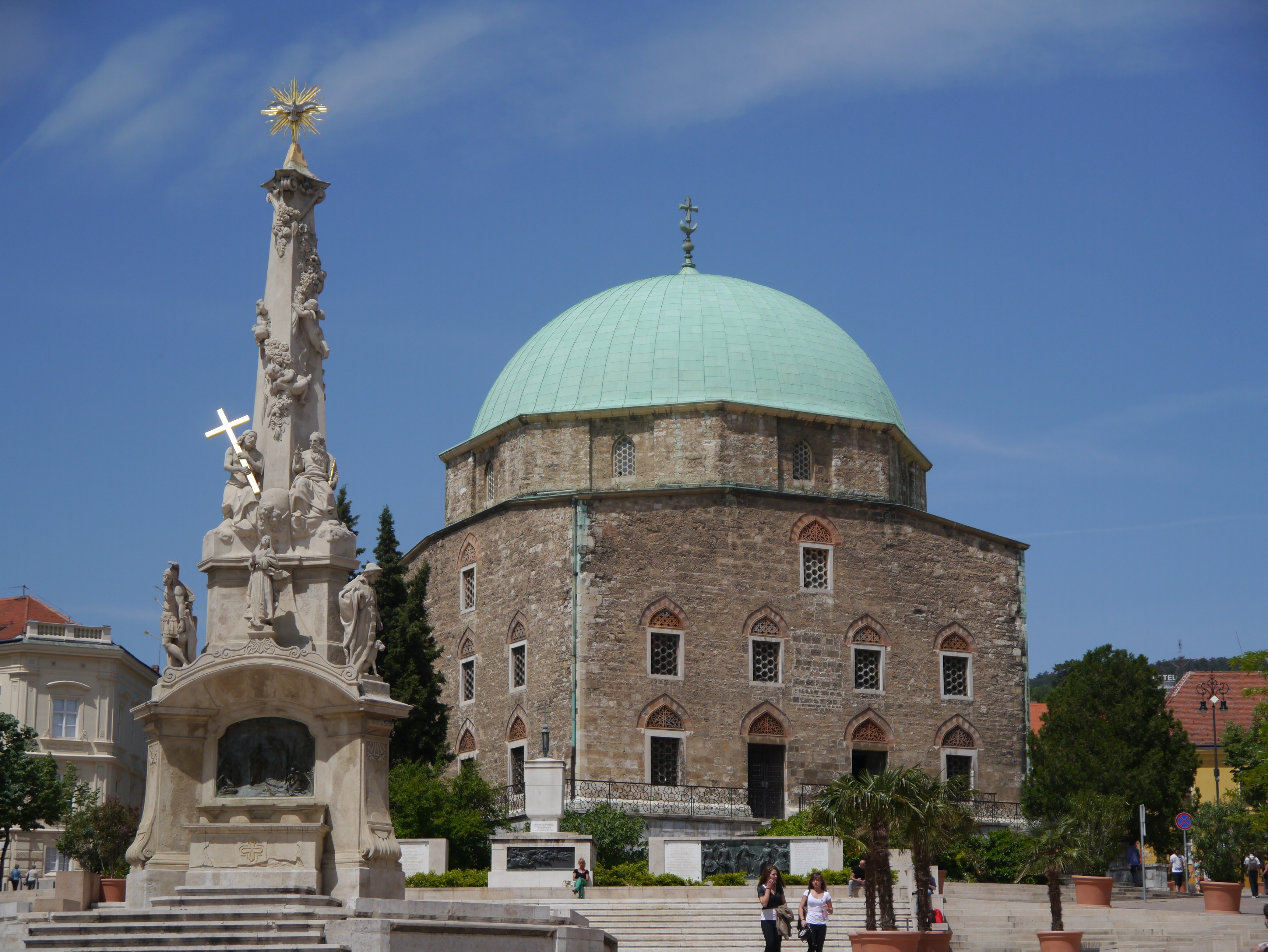
Die Moschee Gazi Khassim Pascha

Die Moschee Gazi Khassim Pascha (ungarisch Gázi Kászim pasa dzsámija, türkisch Gazi Kasım Paşa Camii), heute Kirche der gesegneten Jungfrau Maria (Gyertyaszentelő Boldogasszony-templom), ist eine ehemalige Moschee in der Stadtmitte von Pécs (deutsch Fünfkirchen) in Ungarn, die heute als römisch-katholische Kirche genutzt wird. Der Gebetsraum ist als Kunstmuseum gegen Eintritt zugänglich.
Die Moschee am zentralen Platz (Széchenyi tér) ist das am besten erhaltene islamische Bauwerk in Ungarn.
In zwei Reihen an den Fassaden der Südost-, Südwest- und Nordostseite des Gebäudes sind Bogenfenster angeordnet: 3-3 und 4-4-teilig. Im Inneren sind einige türkische Verzierungen und osmanische Inschriften aus dem Koran an den erhaltenen Gipsteilen deutlich zu erkennen.

## Geschichte

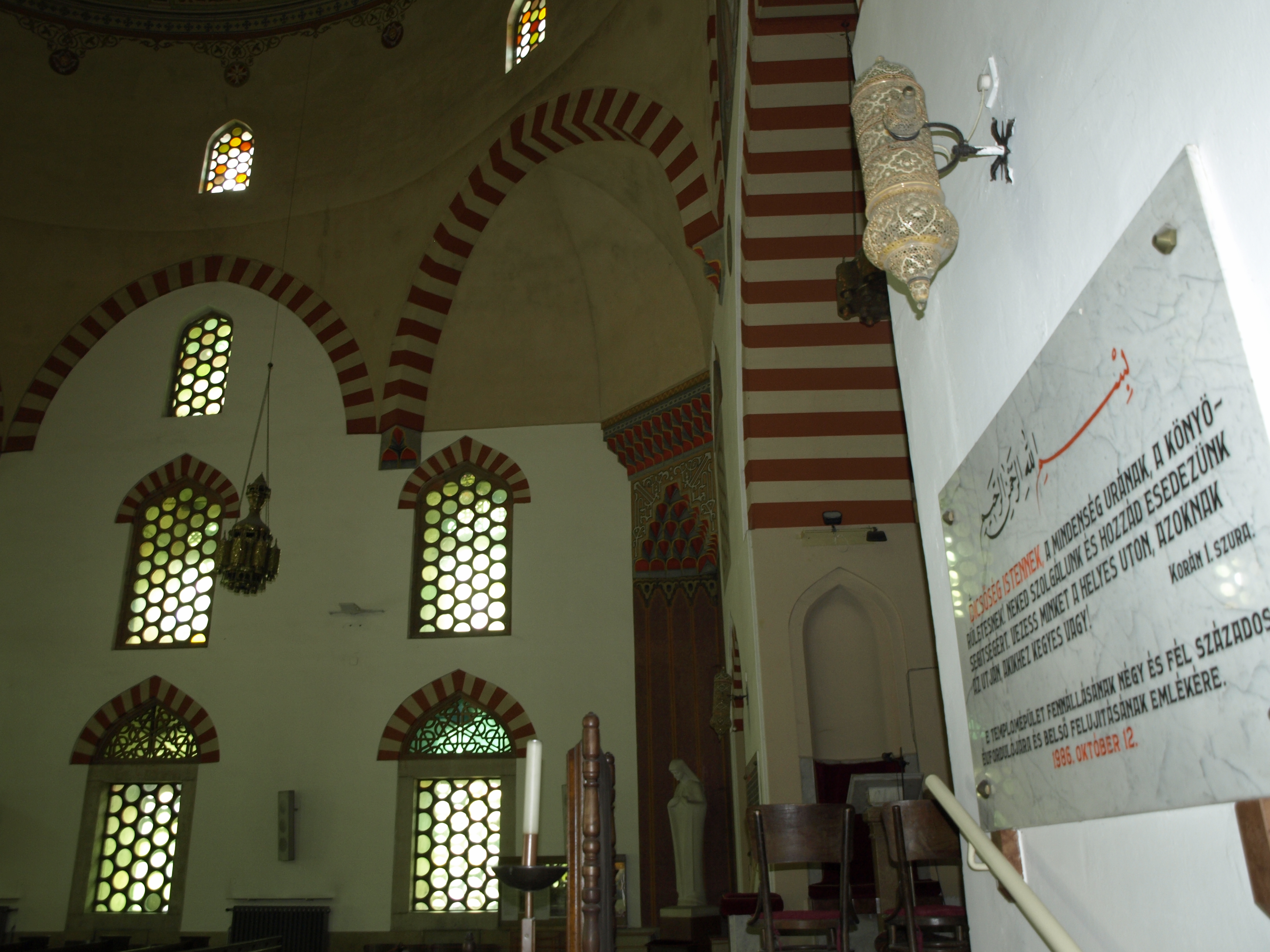
Tafel mit der ersten Sure des Koran, die 1986 noch in der sozialistischen Zeit angebracht wurde

Gazi Khassim Pascha ließ die Moschee Mitte des 16. Jahrhunderts erbauen. Das Bauwerk wurde auf den Gemäuern der alten St.-Bartholomäus-Kirche aus dem 12. Jahrhundert errichtet. Die Kirche entstammt einer Zeit, als der Anteil der ungarndeutschen Germanen und turkstämmigen Petschenegen in der Region noch höher war. Die Bartholomäuskirche wurde kurz nach der Eroberung der Stadt 1543 durch die Osmanen zerstört, jedoch können übriggebliebene Teile der Krypta noch heute besichtigt werden. In den 1660er Jahren berichtete der türkische Reisende Evliya Çelebi über die an deren Stelle errichtete Moschee.
Nach der christlichen Rückeroberung der Stadt wurde die Moschee im 18. und 20. Jahrhundert verändert. Nachdem das Minarett zunächst ausgebaut und vergrößert wurde, wurde es komplett abgerissen. Nur der Kern der Moschee blieb noch erhalten, darunter der achteckige Tambour, der von einer Kuppel bedeckt ist. Die Kuppel wurde zunächst nach dem Muster traditioneller orthodoxer Kathedralen gestaltet. Die türkische Kanzel (Minbar) und der Frauenbalkon (Mehfil) im Inneren wurden zerstört, und der Mihrab ist nicht mehr das Original. Die beiden türkischen Bäder vor den Sakristerien (heute Weihwasser) wurden aus dem ehemaligen Hammam des Paschas neben der Kirche entnommen.